# Zingarello
Zingarello è un singolo del rapper italiano Ghali e del beatmaker italiano Sick Luke, pubblicato il 25 maggio 2018.

## Tracce
Testi di Ghali Amdouni, musiche di Antonio Luca Barker.
1. Zingarello – 3:07

## Classifiche
| Classifica (2018) | Posizione massima |
| ----------------- | ----------------- |
| Italia            | 4                 |